# Darío Vital
Darío Vital Meza (Ciudad de México, 8 de diciembre de 1986) conocido simplemente como Darío Vital y también como Vitálico —nombre que ocupa como solista—, es un cantante, compositor y guitarrista mexicano. Es vocalista y fundador del grupo de rock contemporáneo Comisario Pantera.

## Biografía
Nació el 8 de diciembre de 1986 en la Ciudad de México, Darío creció en un entorno musical, influenciado por diversos géneros musicales que iban desde el rock hasta la música folklórica mexicana. Desde temprana edad, mostró un interés particular por la música y la expresión artística, lo que lo llevó a formar parte de varias bandas locales durante su adolescencia. 
En 2005, Darío cofundó Comisario Pantera, una banda que rápidamente ganó popularidad en la escena del rock mexicano. El junto a Iván Vidauri se convirtieron en el rostro de la banda, que se caracterizó por su estilo ecléctico, combinando rock, funk y elementos de música popular. Las letras de las canciones, muchas veces cargadas de crítica social y humor, resonaron con una generación que buscaba nuevas formas de expresión.

## Carrera artística

### 2005-presente: Con Comisario Pantera
En 2005, se originó Comisario Pantera al sur de Milpa Alta, una región que conserva la figura del comisario como símbolo de autoridad, similar a la del Viejo Oeste. Este concepto inspiró el nombre de la banda, ya que representaba poder y respeto en la comunidad. Iván, vocalista y bajista, explicó que el nombre fue concebido para encapsular las personalidades de los integrantes, influenciados en parte por la banda Pito Pérez, que también se identificaba con un solo personaje.
Con Comisario Pantera ha lanzado cuatro álbumes de estudio: Jóvenes ilustres de 2012, Club rodante de 2014, Cosmovisiones de 2017 e Instinto felino de 2022. También publicó tres extended play: Como la vez primera de 2010, Éramos adolescentes de 2013 y Tiempos mejores de 2015. «Amiga», «Corre amor», «No es por ti», «Historia», «Éramos adolescentes», «Perfume de mujer», «Perfecta», «Inerte», «Muraski» e «Isabel».Los sencillos «Amiga» y «Corre amor» fueron certificados disco de platino y disco de oro otorgado por la Asociación Mexicana de Productores de Fonogramas y Videogramas (AMPROFON).

### 2020-2024: Vitálico
Durante la Pandemia de COVID-19 en México Darío presentó Vitálico un proyecto musical creado para sus presentaciones como cantante solista. El proyecto se centra en explorar nuevos géneros, como el pop alternativo, y se caracteriza por la colaboración con diversos músicos que aportan un toque distintivo a cada canción. Vitálico comenzó lanzando sencillos como «Y sin saber», «Para hacerte muy feliz» y «Fuera de este mundo» todos publicados en 2020, más tarde al año posterior, lanzó su primer extended play titulado Vitálico.

## Vida privada
Fuera del escenario, Darío es conocido por su enfoque en causas sociales y ambientales, participando en diversas iniciativas y eventos benéficos. Mantiene una vida privada relativamente reservada, pero se ha mostrado abierto acerca de sus pasiones y su deseo de utilizar su música como una herramienta para el cambio.

## Discografía
Con Comisario Pantera
| Álbumes de estudio - 2012: Jóvenes ilustres - 2013: Club rodante - 2017: Cosmovisiones - 2022: Instinto felino | EPs - 2010: Como la vez primera - 2013: Éramos adolescentes - 2015: Tiempos mejores |

Como solista
EPs
- 2020: Vitálico

## Nominaciones
Con Comisario Pantera
| Año  | Entrega        | Categoría            | Nominación        | Resultado | Ref.   |
| ---- | -------------- | -------------------- | ----------------- | --------- | ------ |
| 2012 | Premios IMAs   | Artista nuevo        | Comisario Pantera | Nominado  | [ 12 ] |
| 2018 | Grammy Latinos | Mejor álbum pop/rock | Cosmovisiones     | Nominado  | [ 13 ] |